# Immortal (album de Lorna Shore)
Pour les articles homonymes, voir Immortal (homonymie).
Albums de Lorna Shore
Flesh Coffin
Immortal est le troisième album studio du groupe de deathcore américain Lorna Shore. Il est sorti le 31 janvier 2020 via Century Media Records et a été produit par Josh Schroeder. L'album est la première sortie studio du groupe avec ce label. C'est également leur première sortie en studio sans le chanteur fondateur Tom Barber, qui a quitté le groupe pour rejoindre Chelsea Grin. C'est le seul album studio du groupe avec le chanteur CJ McCreery (à l'origine du groupe Signs of the Swarm basé en Pennsylvanie), qui a rejoint le groupe en 2018 et a été licencié en décembre 2019, un mois avant la date de sortie de l'album. En plus du départ du bassiste Gary Herrera en 2017, il s'agit du premier album studio du groupe à ne comporter aucun membre fondateur.

## Contexte et promotion
Le chanteur de longue date Tom Barber a confirmé qu'il avait quitté Lorna Shore en avril 2018 pour rejoindre Chelsea Grin en tant que chanteur, en remplacement d'Alex Koehler, parti plus tôt dans l'année. Lorna Shore a publié une déclaration, assurant à ses fans qu'ils continueraient sans Barber. CJ McCreery du groupe de deathcore basé à Pittsburgh, Signs of the Swarm, a ensuite été annoncé comme son remplaçant après des rumeurs persistantes. Après que McCreery a rejoint Lorna Shore, le groupe a sorti deux singles, intitulés "This Is Hell" et "Darkest Spawn". Le groupe a rejoint le Summer Slaughter Tour aux côtés de Cattle Decapitation, Carnifex, The Faceless et plusieurs autres groupes. Début octobre, Lorna Shore a annoncé sa signature avec Century Media Records ainsi que l'annonce de la sortie de l'album. Le groupe est parti en tournée avec Fit for an Autopsy et Rivers of Nihil cet automne.
Le 23 décembre 2019, le groupe a brusquement licencié McCreery après qu'une série d'allégations de type effet Weinstein impliquant des abus sexuels présumés se sont produites en son nom. Les allégations ont commencé lorsqu'une ex-amante de McCreery a commencé à publier des histoires et des captures d'écran de SMS détaillant un comportement abusif qui se serait produit au cours de leur relation de 4 ans. À la suite de cela, d'autres partis ont également commencé à accuser McCreery de faute similaire. Une semaine et demie plus tard, le groupe annonce l'annulation d'une prochaine tournée en Asie et que l'album (développé avec McCreery au chant) serait retardé,. Cependant, ces affirmations ont ensuite été rétractées car iil a été révélé quelque temps plus tard que l'album sortirait à la date initialement prévue du 31 janvier.

## Réception critique
L'album a reçu des critiques généralement positives de la part des critiques. Dom Lawson de Blabbermouth.net a donné à l'album une note de 8,5 sur 10 et a déclaré : « Avec une orchestration dense et une variété de textures électroniques tordues fournissant des couches supplémentaires d'intrigue et de charisme, Immortal est grandiloquent et ambitieux d'une manière que le deathcore a généralement. » Ce n'était pas le cas auparavant. Non pas que Lorna Shore soit le premier groupe à intégrer habilement d'autres éléments dans la formule, bien sûr, mais ils l'ont rendu beaucoup plus excitante que quiconque dans la mémoire récente jusqu'à ce qu'ils recrutent un nouveau chanteur. »  Sam Dignon de Distorted Sound a noté l'album 7 sur 10 et a déclaré : « Ainsi, bien que Lorna Shore se soit retrouvé dans une situation quelque peu délicate avant la sortie d'Immortal, en raison des actions présumées de leur désormais ex-chanteur, continuer avec cet album était la bonne décision pour le groupe. Les fans de deathcore trouveront beaucoup à aimer dans celui-ci, et, avec un nouveau chanteur sûrement en route, le groupe pourra sans aucun doute tirer le meilleur parti de ce chapitre de sa carrière. »

## Liste des pistes
Toutes les chansons sont écrites et composées par Lorna Shore.
| 1.    | Immortal           | 6:53 |
| 2.    | Death Portrait     | 5:08 |
| 3.    | This Is Hell       | 5:21 |
| 4.    | Hollow Sentence    | 3:50 |
| 5.    | Warpath of Disease | 4:02 |
| 6.    | Misery System      | 3:53 |
| 7.    | Obsession          | 3:42 |
| 8.    | King ov Deception  | 3:53 |
| 9.    | Darkest Spawn      | 4:33 |
| 10.   | Relentless Torment | 4:24 |
| 45:44 |                    |      |

## Personnel
Crédits adaptés des notes de pochette de l'album.

### Lorna Shore
- CJ McCreery – chant
- Adam De Micco – guitares, basse
- Austin Archey – batterie

### Personnel supplémentaire
- Josh Schroeder – mixage, mastering, production
- Caelan Stokkermans – illustrations, mise en page de l'album
- Silas Ualthum – Conception du sceau immortel